# Alice (canção de Avril Lavigne)
"Alice" é uma canção interpretada e composta pela cantora e compositora canadense Avril Lavigne como tema musical para Alice no País das Maravilhas (2010), adaptação cinematográfica do romance homônimo dirigida por Tim Burton. Produzida por Butch Walker, a faixa foi lançada em 29 de janeiro de 2010 pela Buena Vista Records,  gravadora da Disney, como o primeiro single da coletânea Almost Alice. Musicalmente, trata-se de uma balada de rock alternativo cantada a partir da perspectiva de Alice, protagonista da obra. Uma versão estendida da faixa foi incluída no quarto álbum de estúdio de Lavigne, Goodbye Lullaby (2011).
"Alice" dividiu opiniões críticas, com comentários considerando a canção "adequada para a publicidade do filme", ao passo que outros a tacharam de "genérica". Os vocais de Lavigne também foram um fator polarizador, sendo citados por alguns analistas como uma evolução para a artista, enquanto outros os descreveram como gritantes. No campo comercial, teve apenas resultados medianos, mas se mostrou exitosa no Japão, onde alcançou a quarta posição da Japan Hot 100, parada compilada pela Billboard, e recebeu certificação de ouro da Associação da Indústria de Gravação do Japão (RIAJ). Parcialmente filmado no Arboreto e Jardim Botânico do Condado de Los Angeles, o videoclipe de "Alice", que intercala trechos do filme com cenas de Lavigne, foi dirigido por Dave Meyers e estreado em 17 de fevereiro de 2010 no canal de Youtube da Disney. "Alice" foi incluída no repertório da The Black Star Tour (2011–12), quarta turnê mundial da artista.

## Antecedentes e lançamento
Lavigne começou a gravar o material para um novo álbum em um estúdio caseiro em novembro de 2008, um mês após o fim da The Best Damn Tour. A cantora pretendia lançá-lo ainda em novembro de 2009, mas sofreu atrasos por parte de sua gravadora, RCA Records. Com isso, ela se concentrou em sua linha de roupas, Abbey Dawn, em firmar sua fundação filantrópica e no lançamento de sua primeira fragrância, Black Star, que foi promovida por meio de uma canção homônima oriunda das sessões de gravação do álbum. Em janeiro de 2010, Lavigne estava em uma reunião do conselho nos escritórios da Disney examinando desenhos de roupas inspirados em Alice no País das Maravilhas para sua linha Abbey Dawn, quando ela mencionou aos executivos que estava compondo seu próximo álbum e adoraria escrever uma canção para a trilha sonora da adaptação de Tim Burton para o livro. As discussões entre o empresário de Lavigne e os executivos do cinema aconteceram, e o diretor Tim Burton concordou em deixar a cantora participar da trilha sonora. Lavigne revelou: "Eu desliguei o telefone, sentei-me ao piano em casa, escrevi a música imediatamente; eu estava tão inspirada porque estava projetando para o filme [...] então eu tinha todas as imagens na minha cabeça." Lavigne tocou a canção para Burton, que mais tarde ligou para ela para dar sua aprovação e confirmar que a faixa seria usada no filme.
"Alice" estreou durante a participação de Lavigne no programa de rádio On Air with Ryan Seacrest em 25 de janeiro de 2010. A faixa foi digitalmente lançada em 29 do mesmo mês, servindo como o primeiro single de Almost Alice. "Alice" é tocada nos créditos finais do filme Alice no País das Maravilhas (foi a única de Almost Alice a fazer aparição no longa metragem) e consta em uma versão estendida no quarto álbum de estúdio de Lavigne, Goodbye Lullaby, lançado em 2011. Segundo Lavigne, "Alice" foi "a plataforma perfeita" para introduzir a sonoridade "um pouco mais crua" de Goodbye Lullaby.

## Composição
"Alice" é uma balada de rock alternativo cuja sonoridade foi notada como reminiscente ao segundo álbum de estúdio de Lavigne, Under My Skin (2004), que foi coproduzido por Walker. A faixa abre com sintetizadores "ondulados" e notas "sinitras" de piano, acompanhados de vocais suaves de Lavigne. Conforme a música progride, a atmosfera minimalista é rompida por vocais gritados. Durante a ponte, o acompanhamento musical é cortado, com a voz de Lavigne sendo acompanhada apenas por piano e efeitos de eco. De acordo com a partituta publicada em Musicnotes.com pela editora da Walt Disney Music, "Alice" está composta no tom de sol maior, com um andamento moderamente rápido cujo metrônomo é de 140 batidas por minuto. O alcance vocal na faixa varia entre sol3 e ré5. O conteúdo lírico da canção aborda a jornada emocional de Alice para a autoconsciência. As letras se relacionam ainda com as dificuldades da vida contemporânea, aconselhando o não aborrecimento em meio a uma situação ruim.

## Recepção crítica
| Críticas profissionais | Críticas profissionais |
| Avaliações da crítica  | Avaliações da crítica  |
| Fonte                  | Avaliação              |
| ---------------------- | ---------------------- |
| About.com              | [ 13 ]                 |

Em sua resenha de Almost Alice, William Ruhlmann, da base de dados AllMusic, mencionou "Alice" como "uma peça típica de pop/rock adolescente autoafirmativo, com seu slogan 'Não tente me parar', exatamente o tipo de coisa que é cantada por um pré-adolescente que não quer ir para a cama. Como muitas outras faixas aqui, parece idealmente adequada para alta rotação na Radio Disney". Brian Linder, da página IGN, elogiou a faixa: "Diga o que quiser sobre Avril, mas essa garota compõe pop-rock cativante. Esta canção ['Alice'] não é exceção". O jornal Calgary Herald aprovou a canção, denominado-a "uma das melhores canções da carreira [de Lavigne]"; segundo o periódico, a artista "realmente faz jus ao seu exagero, interpretando o dilema de Alice com um toque emo-rock moderno". Positivo em sua opinião para a página About.com, Bill Lamb disse que "há um imediatismo bruto no som [de 'Alice'] que cativa os ouvintes instantaneamente" e que a canção "fornece uma introdução dramática adequada para a publicidade do filme". Lamb destacou a "interpretação contemporânea da situação de Alice" realizada por Lavigne, mas ficou dividido quanto aos vocais "crus e emocionais" e também gritantes da cantora.
O alcance vocal da intérprete na faixa também foi criticado por outros analistas. Becky Bain, do blogue Idolator, declarou que "o maior problema com a canção é que Lavigne, tentando soar como Amy Lee, está constantemente gritando enquanto tenta atingir aquelas notas altas". Para Bain, a cantora americana Hayley Williams poderia interpretar "Alice" com melhor desempenho, o que a fez questionar por que Lavigne não compôs essa faixa com sua própria voz em mente. Escrevendo para o jornal Los Angeles Times, Todd Martens disse que a obra "equivale a pouco mais do que algumas linhas gritadas de resiliência. Pior, falta um gancho e parece incerto se quer vagar na atmosfera ou se lançar para um grande refrão". Martens reconheceu que, embora se inicie "extremamente promissora", "Alice" não faz jus ao "universo visual psicodélico [de Burton]", com a cantora "soando mais como uma narradora do que como alguém transmitindo uma experiência". Enquanto Nick Levine, da Digital Spy, disse que é preciso reproduzir "Alice" três ou quatro vezes para se convencer, Josh Langhoff, da PopMatters, chamou-a de "genérica". Robert Cooke, da revista Drowned In Sound, também concedeu uma opinião mista, dizendo que a canção "não é um desastre completo. Lavigne geme como Alanis Morissette com um ritmo militar trôpego e um piano desajeitado, intimamente engrossado com reverberação".

## Reconhecimento
| Ano  | Organização                            | Categoria                                     | Resultado | Ref.   |
| ---- | -------------------------------------- | --------------------------------------------- | --------- | ------ |
| 2010 | Billboard Japan Music Awards           | Adult Contemporary do Ano                     | Incluído  | [ 19 ] |
| 2011 | MTV Video Music Awards Japan           | Melhor Canção de Karaokee!                    | Indicado  | [ 20 ] |
| 2011 | MTV Video Music Awards Japan           | Melhor Vídeo de um Filme                      | Venceu    | [ 20 ] |
| 2010 | MuchMusic Video Awards                 | Vídeo Internacional do Ano de um(a) Canadense | Indicado  | [ 21 ] |
| 2010 | MuchMusic Video Awards                 | Seu Favorito: Vídeo                           | Indicado  | [ 21 ] |
| 2010 | Nickelodeon Mexico Kids' Choice Awards | Canção Favorita                               | Indicado  | [ 22 ] |
| 2010 | Satellite Awards                       | Melhor Canção Original                        | Indicado  | [ 23 ] |

## Desempenho comercial
"Alice" estreou no 60.º posto na Canadian Hot 100, parada canadense publicada pela Billboard, com pico na posição de número 51, na atualização de 17 de abril de 2010. Também não obteve um desempenho positivo nos Estados Unidos, onde estreou em sua posição mais alta na Billboard Hot 100, ficando por mais uma atualização na 71.ª colocação, até decair para o número 95 e posteriormente sair do gráfico. Segundo a Nielsen SoundScan, foram comercializadas mais de 373 mil cópias digitais de "Alice" nos Estados Unidos até outubro de 2011. Na Europa, a canção teve os mesmos resultados medianos: no Reino Unido "Alice" debutou na posição de número 75 na UK Singles Chart, subindo para o 59.º lugar na semana seguinte, que foi também sua última na parada. A Áustria foi o país europeu onde a faixa conquistou seu melhor pico, o 19.º lugar, em 12 de março. A obra, no entanto, foi descendo de posição no gráfico austriaco, até sua última aparição em 30 de abril, data em que se encontrava no número 61. Em contrapartida, "Alice" se desempenhou positivamente no Japão, estreando no posto de número 4, sua melhor posição na Japan Hot 100, compilada pela edição japonesa da Billboard. Em maio de 2012, recebeu certificação de ouro, equivalente a 100 mil cópias, da Associação da Indústria de Gravação do Japão (RIAJ).

## Videoclipe

### Produção e lançamento

O videoclipe de "Alice" retrata uma versão gótica de Alice no País das Maravilhas

O videoclipe de "Alice" foi filmado nos dias 26 e 27 de janeiro de 2010 no Arboreto e Jardim Botânico do Condado de Los Angeles sob a direção de Dave Meyers. Nem o diretor tampouco a artista viram o filme de Tim Burton antes de iniciarem as filmagens, então eles tiveram que usar sua imaginação para o conceito do vídeo. Com isso, decidiram criar uma "Avril" no País das Maravilhas com "alguns acenos para o filme". Meyers acrescentou que seu objetivo era transmitir a sensação "assustadora" do tema musical para o vídeo, dizendo: "De várias maneiras, o que eu queria fazer era um anúncio de perfume de uma forma gótica com uma história suficiente para que não fosse um monte de aleatoriedade. E isso fez um visual surreal que era moderno, mas gótico." Embora não tenha feito parte da criação do material, Burton aprovou o resultado final.
O vídeo foi lançado em 17 de fevereiro do mesmo ano no canal de Youtube da Disney. Dando mais ênfase a Lavigne, uma versão sem trechos do filme foi posteriormente divulgada.

### Sinopse
No começo do vídeo, Lavigne aparece seguindo um coelho branco rumo a uma floresta. Quando o piano na música começa a tocar, o vídeo corta brevemente para as mãos de Lavigne tocando as notas em um piano. As cenas retornam a personagem de Lavigne, que tropeça e cai em um buraco perto de uma grande árvore. Sua queda é intercalada com tomadas de Alice (do filme de Burton) colidindo com objetos, incluindo um piano. Quando Lavigne abre os olhos, ela está deitada no fundo de um buraco profundo, vestida em um vestido espartilho gótico preto e meias impressas com ternos de cartas de jogar.
Quando Lavigne sai do buraco, ela percebe uma lagarta rastejando e se encontra no País das Maravilhas. A canção entra no refrão, e o vídeo corta e se dissolve entre o personagem de Lavigne correndo pela floresta e Lavigne cantando e tocando a música no piano. O único personagem do País das Maravilhas a aparecer neste momento é o Gato de Cheshire, brevemente.
Ela chega em uma festa do chá, e o Chapeleiro Maluco (Johnny Depp) se levanta, dando-lhe boas-vindas de braços abertos. A cena é editada com imagens do Chapeleiro Maluco (do filme de Burton). Enquanto Lavigne canta sentada à mesa, seu "eco" lírico é visualmente enfatizado com seu rosto rapidamente se dissolvendo dentro e fora. Então Lavigne se levanta e foge de cena, correndo pela floresta e chegando a um piano cercado por cogumelos gigantes. Em sequência, mostram-se cenas de Lavigne tocando o instrumento e cantando, com ela por fim correndo por um bosque de bambus enevoado. Várias cenas do filme são mostradas em sucessão antes de Lavigne ser reintroduzida correndo em direção a uma abertura na floresta. Quando ela sai da floresta, está vestida em roupas casuais.

### Recepção
Escrevendo para Entertainment Weekly, Whitney Pastorek impressionou-se com "a recusa contínua [de Lavine] em fazer expressões faciais" ao longo do material e comparou o videoclipe de "Alice" ao de "Brick by Boring Brick" (2009) da banda americana Paramore, comparação também feita pelo Los Angeles Times. Ricardo Calazans d′O Globo chamou-o de "vídeo soturno".

## Faixas e formatos
- Download digital[7]

1. "Alice" – 3:34

- CD single[37]

1. "Alice" – 3:34
2. "Welcome to Mystery" (interpretada por Plain White T's) – 4:27

## Paradas musicais
| Parada musical (2010)               | Melhor posição |
| ----------------------------------- | -------------- |
| Alemanha (GfK Entertainment Charts) | 27             |
| Austrália (ARIA)                    | 39             |
| Áustria (Ö3 Austria Top 40)         | 19             |
| Bélgica (Ultratip de Flandres)      | 19             |
| Canadá (Canadian Hot 100)           | 51             |
| Escócia (Scottish Singles Chart)    | 55             |
| Eslováquia (Radio Top 100)          | 58             |
| Espanha (PROMUSICAE)                | 43             |
| Estados Unidos (Billboard Hot 100)  | 71             |
| Japão (Japan Hot 100)               | 4              |
| Países Baixos (Dutch Charts)        | 99             |
| Suíça (Schweizer Hitparade)         | 73             |
| Reino Unido (UK Singles Chart)      | 59             |
| Tchéquia (Radio Top 100)            | 24             |

## Certificações
| Região                                          | Certificação | Vendas   |
| ----------------------------------------------- | ------------ | -------- |
| Japão (RIAJ)                                    | Ouro         | 100 000^ |
| ^ distribuições baseadas apenas na certificação |              |          |